# Kāhina

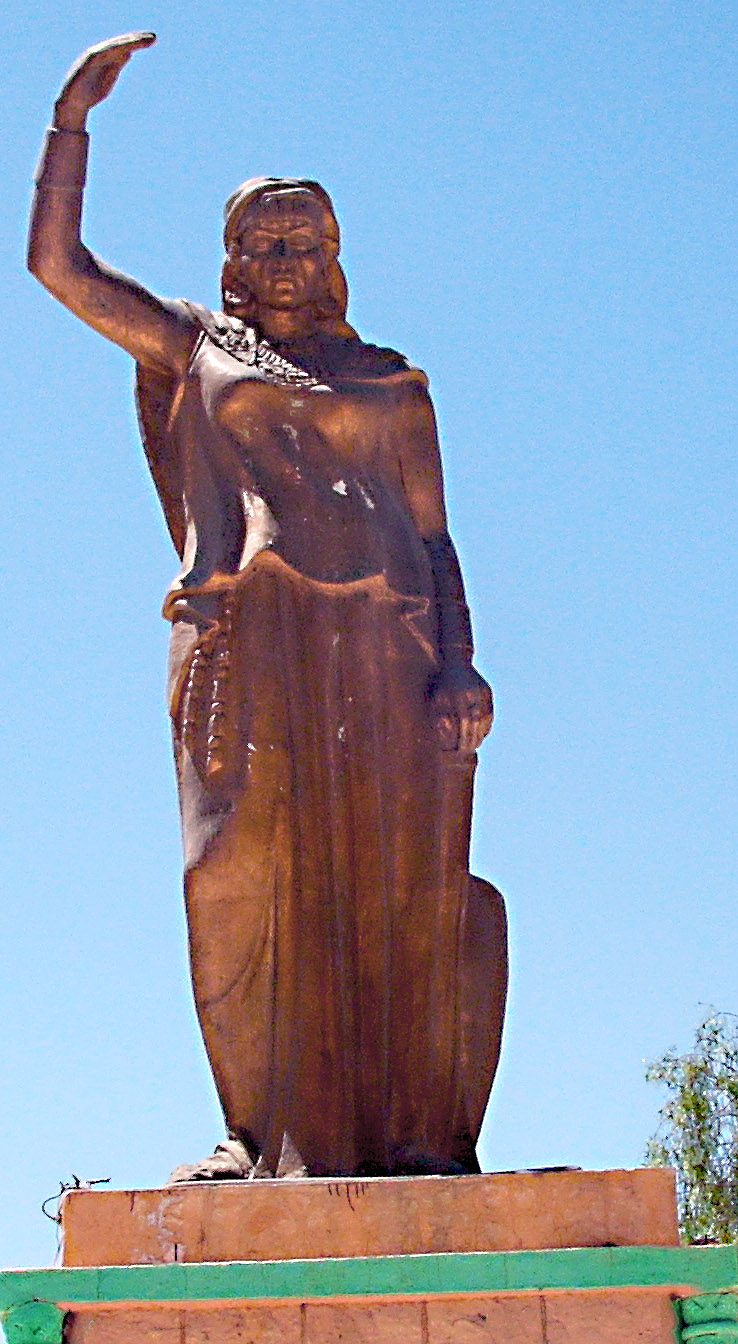
Statue der Königin Dihya in Khenchela

Dihya (tamazight ⴷⵉⵀⵢⴰ Dihya, „schöne Gazelle“, arabisch ديهيا, DMG Dīhiyā) die Kāhina (arabisch الكاهنة al-Kāhina, „Priesterin“, abgeleitet von Kohanim) (gestorben 701) war eine Berberkönigin und eine religiöse und militärische Führerin, die den Widerstand der nordafrikanischen Ureinwohner gegen die Arabische Eroberung des Maghreb anführte.

## Anmerkung zur Rezeption
Zahlreiche Berichte der Araber und Berber, und auch insbesondere die Berber-Genealogien beruhten zu ihrer Zeit auf oraler Tradition und wurden rasch als Legenden oder Propaganda verzerrt. In den frühesten Fällen wurden diese Berichte ein Jahrhundert nach ihrem Tod niedergeschrieben; andere Legenden auch erst viele Jahrhunderte später. Darum sind viele Angaben zweifelhaft, wie auch bei ihrem Vorgänger als Berberführer, dem angeblichen Berberchristen Kusaila. So kursieren etwa Berichte, dass al-Kahina jüdische oder auch christliche Berberin gewesen sei, aber auch dass sie Juden ebenso wie Muslime verfolgt haben soll. Neben derart religiös gefärbten Darstellungen existieren auch feministisch oder nationalistisch geprägte Darstellungen ihres Lebens; je nach Narrativ mit ihr in einer positiv oder negativ besetzten Rolle. Entsprechend wird sie bis zum heutigen Zeitpunkt von Berbern und anti-arabischen Nationalisten bewundert. Bei Arabern wird sie als Bekämpferin von Muslimen angesehen.

## Leben
Ihr Geburtsname war Dihya (auch: Daya, Damya, Dahyia), was im Tamazight (Sprache der Berber) „schöne Gazelle“ bedeutet, während der Name Kahina im Arabischen für eine Wahrsagerin, aber auch Priesterin steht (wohl abgeleitet von Kohanim, wie das jüdische Geschichtsnarrativ zur Kahina nahelegt).
Sie soll die Tochter des Tabetta (auch: Tabat) gewesen sein, des achten Herrschers ihres Stammes. Kahina war Führerin des Berberstammes der Dscharawa (auch: Jarawa, Jeruarer) im Aurès (Zanata). Sie soll mindestens zwei Söhne aus Beziehungen zu einem Byzantiner sowie einem Berber gehabt haben. Die Dscharawa sollen schon in der Spätantike zu einem (nomadisch verfremdeten) Judentum konvertiert sein, wie auch viele andere Berberstämme in Nordafrika. Al-Kahina wurde nach allen Quellen nachgesagt, dass sie in die Zukunft sehen konnte, was nach Meinung Hoffers eine von ihr selbst geförderte Behauptung war, während sie tatsächlich über ein gutes Informationsnetzwerk verfügte.
Nachdem zuvor Kusaila ibn Lemzem den Widerstand gegen die Muslime unter Hassan ibn an-Numan in Ifrīqiya geleitet hatte und um 688 gefallen war, behauptete sich al-Kahina in der Folgezeit bis 695 als Anführerin der Berber. Während die Muslime die Küstenregionen ohne Probleme unterwerfen konnten, begann der Widerstand der Berber mit dem muslimischen Vordringen ins Hinterland. Dabei verlegte sich al-Kahina auf eine „Verbrannte Erde“-Strategie und konnte die Muslime nach einem Sieg am Nin zum Rückzug aus Ifriqiya zwingen. Spätestens nach diesem Sieg wurde al-Kahina von den Berbern als Heerführerin und Königin anerkannt.
Einige muslimische Gefangene sollen in die Freiheit entlassen worden sein. Chalid ibn Yazid al-Qaisi, wohl ein Verwandter ibn an-Numans, wurde von al-Kahina als dritter Sohn adoptiert. Diese Adoption soll ihr allerdings zum Verhängnis geworden sein, denn sie wurde laut einigen Berichten von diesem Adoptivsohn zu einem Zeitpunkt der innenpolitischen Schwäche verraten: Oppositionelle Berber seien es Leid gewesen, alles für den Sieg aufzuopfern; auch soll sie laut Ibn Chaldūn despotisch regiert haben.
Bei einem neuen Angriff der Muslime unter ibn an-Numan, der um den schwächelnden Zusammenhalt unter den Berbern wusste, wurde al-Kahina bei Taharqa besiegt (701). Anhänger der Berber-Opposition gegen al-Kahina feierten die arabischen Invasoren danach als Befreier.
Ihre Todesumstände sind nicht mit Gewissheit bestimmbar. Einige vertreten die Ansicht, dass sie in einer Schlacht fiel, aber auch, dass sie sich selbst mit Gift tötete, um einer Gefangennahme zu entgehen. Ihre leiblichen Söhne starben entweder gemeinsam mit ihr oder traten zum Islam über. Mit dem Tod der al-Kahina endete der gemeinsame Widerstand der Berber. Weitere Auseinandersetzungen zwischen Berbern und Arabern fanden unter dem Banner des Islam statt.

## Neuzeitliche Rezeption
- Der Autor Manly Wade Wellman verfasste einen historischen Fantasieroman über sie mit dem Titel Cahena.
- In der TV-Serie Relic Hunter – Die Schatzjägerin (Episode 64) entdecken die Schatzjäger ein Artefakt, welches Kāhina zugeordnet wird. Kāhina ist in der Folge in Rückblenden zu sehen.
- Die TV-Serie Xena – Die Kriegerprinzessin (Episode Legacy) erzählt eine fiktionale Geschichte über Kāhina (gespielt von Alison Bruce).
- Abdelaziz Ferrah: Kahina, reine berbère. Biografischer Roman. Apic, Algier 2011 (französisch, Erstausgabe:  1997).